# Шаолиньский пьяница
«Шаоли́ньский пья́ница» (англ. Shaolin Drunkard, иер. трад. 天師撞邪, упр. 天师撞邪, кант.-рус.: Тхинь си чхон чхе, буквально: «Мастер-даос сталкивается со злом») — гонконгский комедийный боевик 1983 года.

## Сюжет
Получеловек-полудемон находится в плену в Шаолиньском монастыре под надзором пьяного даоса Фань Сика. Воспользовавшись случаем, когда даос отходит, чтобы выпить, пленник сбегает из храма. Друг даоса Паквань, его будущая невеста Лэй Ой и бабушка Яу помогают Сику схватить беглеца-колдуна и отправить его обратно в Шаолинь.

## В ролях
- Юнь Чхёнъянь[англ.] — пьяный даос Фань Сик / бабушка Яу
- Юнь Ятчхо — Яу Паквань
- Юнь Сёньи[англ.] — получеловек-полудемон
- Эдди Коу[англ.] — глава «Бушующего Огня»
- Бренди Юнь — Призрак
- Ён Хойи — Лэй Ой

## Оценки
«Шаолиньский пьяница» получил средние оценки кинокритиков: Бен Джонсон оценил фильм в 4 звезды из возможных 5, а российский кинокритик Борис Хохлов поставил фильму 3,5 звезды из 5.